# ジェイミー・ダンディー
"アイスマン" ジェイミー・ダンディー（"Iceman" Jamie Dundee、本名：James Cruickshanks、1971年7月5日 - ）は、アメリカ合衆国のプロレスラー。
J・C・アイス（J.C.Ice）をリングネームに、マンデー・ナイト・ウォーズ最盛期の1990年代はUSWA、WWF、ECW、WCWなど各団体を転戦した。テネシー州メンフィス地区のレジェンドである "スーパースター" ビル・ダンディーの息子だが、ベビーフェイスとして人気を博した父親とは反対に、ヒールのポジションで活動している。

## 来歴
オーストラリアのシドニーで生まれ、幼少時の1974年に家族でアメリカ合衆国のテネシー州メンフィスに移住。プロレスラーの父ビル・ダンディーのトレーニングを受け、1990年にジェイミー・ダンディーのリングネームでデビュー。メンフィスを本拠地とするUSWAにて、父やジェリー・ローラーのパートナーに起用されるなど、キャリア初期はベビーフェイスのポジションにいた。
1993年、J・C・アイスと改名してヒールターンし、ウルフィー・Dことケリー・ウルフと白人ラッパー・ギミックのタッグチーム、PG-13を結成。以降、ジェフ・ジャレット&ブライアン・クリストファー、ペリー・サターン&ジョン・クローナス、トミー・リッチ&ダグ・ギルバート、ブリックハウス・ブラウン&ザ・ギャンブラー、ロックンロール・エクスプレス、ヘブンリー・ボディーズ（トム・プリチャード&ジミー・デル・レイ）、トレイシー・スマザーズ&ジェシー・ジェイムス・アームストロングなどのチームを破り、USWA世界タッグ王座を再三獲得した。
1996年、クイーン・モイシャやサー・モハメッドなどの黒人選手をメンバーに、ネーション・オブ・イスラムをイメージしたユニット、ネーション・オブ・ドミネーションを結成。同年11月にはウルフィー・Dと共にWWFに登場し、ファルークをリーダーに再編された同ユニットにオリジナル・メンバーとして加入。ファルーク、クラッシュ、サビオ・ベガらのエスコートおよびセコンド役を務め、入場時のラップも担当した。PG-13として試合にも出場し、1997年5月12日のロウ・イズ・ウォーではリージョン・オブ・ドゥームと対戦している。
以後も各団体でPG-13での活動を続け、1998年からはECWに参戦。彼ら同様に小柄だったスパイク・ダッドリー&マイキー・ウィップレックと抗争を展開し、8月17日のPPV "Hardcore Heaven" ではババ・レイとディーボンのダッドリー・ボーイズが保持していたECW世界タッグ王座に挑戦した。1999年末から2000年3月にかけてはWCWに短期間出場し、3カウント（エヴァン・カレイジャス&シャノン・ムーア）、ママルークス（ビッグ・ヴィトー&ジョニー・ザ・ブル）、ヤング・ドラゴンズ（カズ・ハヤシ&ジミー・ヤン）などのチームと対戦した。
PG-13解散後は、2001年よりシングルプレイヤーとなってIWAミッドサウスなどのインディー団体を転戦。2003年3月5日にはTNA "Xplosion" のダーク・マッチに出場するもエリックス・スキッパーに敗退した。2007年はインディアナ州ニューアルバニーのXCWミッドウエストにて活動。2010年よりウルフィー・DとのPG-13を再結成し、テネシー州ナッシュビルのSAW（ショータイム・オールスター・レスリング）などに参戦している。

## 獲得タイトル
USWA
- USWAミドル級王座：1回
- USWA TV王座：1回
- USWA世界タッグ王座：16回（w / ウルフィー・D×15、ビル・ダンディー）[3]

IWAミッドサウス
- IWAミッドサウス・ライトヘビー級王座：1回

SAW
- SAWインターナショナル・タッグ王座：1回（w / ウルフィー・D）